# サンベルナルドFC
サンベルナルドFC (ポルトガル語: São Bernardo Futebol Clube) は、ブラジル・サンパウロ州サンベルナルド・ド・カンポを本拠地とするサッカークラブである。2010年5月にサンパウロ州最高レベルであるカンピオナート・パウリスタ・セリエA1へ初昇格した。

## 歴史
2004年12月20日に創設。
翌2005年から州リーグであるカンピオナート・パウリスタ・セリエB（4部に相当）に参戦し、3位で終えてセリエA3（3部）に昇格した。
2008年は2位で終え、セリエA2（2部）に昇格後、2010年には4位に入り、セリエA1（1部）昇格を果たした。
わずか1年で2部に降格したものの（17位）、翌2012年に2部で初優勝し、クラブとして初タイトルを獲得した。
2016年は1部で6位の成績を収め、翌2017年のカンピオナート・ブラジレイロ・セリエD（全国選手権4部）へ初参戦。

## スタジアム
ホームゲームはエスタジオ・プリメイロ・デ・マイオを使用する。収容人員は17,000人である。

## タイトル
- カンピオナート・パウリスタ・セリエA2 : 1回
  - 2012
- コパ・パウリスタ: 1回
  - 2013

## 歴代所属選手
- 高地系治
- グスタヴォ・ネリー 2012
- アレックス・シウバ 2014-2015